# Надеждинское сельское поселение (Кайбицкий район)
Надеждинское сельское поселение — муниципальное образование в Кайбицком районе Татарстана.

## География
Надеждинское сельское поселение граничит с Багаевским, Большеподберезинским, Ульянковским сельскими поселениями, Зеленодольским районом и Чувашской Республикой.

## История
Образовано в соответствии с законом Республики Татарстан от 31 января 2005 г. № 25-ЗРТ «Об установлении границ территорий и статусе муниципального образования „Кайбицкий муниципальный район и муниципальных образований в его составе“ (с изменениями от 29 декабря 2008 г.)».

## Население
| 2010 | 2011 | 2012 | 2013 | 2014 | 2015 | 2016 |
| ---- | ---- | ---- | ---- | ---- | ---- | ---- |
| 390  | ↘389 | ↗397 | ↘383 | ↘371 | ↘360 | ↘346 |
| 2017 | 2018 |      |      |      |      |      |
| ↘339 | ↘336 |      |      |      |      |      |

## Населённые пункты
В состав поселения входит 5 населённых пунктов:
- село Надеждино — административный центр
- деревня Кичкеево
- деревня Муратово
- посёлок Репьевка
- посёлок Чистые Ключи

## Инфраструктура
Адрес администрации: 422334, РТ Кайбицкий район, с. Надеждино, ул. Центральная д. 13.